# Метіш
Метіш (рум. Metiș) — село у повіті Сібіу в Румунії. Входить до складу комуни Міхейлень.
Село розташоване на відстані 220 км на північний захід від Бухареста, 32 км на північний схід від Сібіу, 104 км на південний схід від Клуж-Напоки, 101 км на північний захід від Брашова.

## Населення
За даними перепису населення 2002 року у селі проживали 317 осіб.
Національний склад населення села:
| Національність | Кількість осіб | Відсоток |
| -------------- | -------------- | -------- |
| румуни         | 149            | 47,0%    |
| цигани         | 141            | 44,5%    |
| німці          | 24             | 7,6%     |

Рідною мовою назвали:
| Мова      | Кількість осіб | Відсоток |
| --------- | -------------- | -------- |
| румунська | 292            | 92,1%    |
| німецька  | 23             | 7,3%     |